# Diego Alves
Diego Alves Carreira (ur. 24 czerwca 1985 w Rio de Janeiro) – brazylijski piłkarz występujący na pozycji bramkarza. W latach 2011–2017 kilkukrotny reprezentant Brazylii. Posiada również obywatelstwo włoskie.
W swojej karierze występował m.in. w takich klubach jak: Valencia CF, UD Almería czy CR Flamengo.

## Kariera klubowa
Alves do Europy przyjechał przed sezonem 2007–08 i początkowo wcale nie wychodził ponad przeciętność. Nie od początku też gra w podstawowej jedenastce drużyny Unaia Emery’ego, sławę przyniosły mu dopiero późniejsze występy. Brazylijczyk, jak się później okazało, został okrzyknięty objawieniem sezonu Primera División po tym, jak nie puścił żadnej bramki przez około 700 minut. Jego fantastyczna passa została przerwana 24 lutego 2008 przez napastnika Racingu Santander – Mohammeda Tchitégo.

## Kariera reprezentacyjna
W 2008 roku został powołany do kadry U-23 prowadzonej przez Carlosa Dungę na Igrzyska Olimpijskie w Pekinie, gdzie razem z reprezentacją Brazylii zdobył brązowy medal.

## Statystyki klubowe
| Sezon   | Klub                   | Kraj      | Liga                          | Mecze | Bramki | Puchar Kraju | Mecze | Bramki | Rozgrywki Europy                    | Mecze | Bramki |
| ------- | ---------------------- | --------- | ----------------------------- | ----- | ------ | ------------ | ----- | ------ | ----------------------------------- | ----- | ------ |
| 2004    | Clube Atlético Mineiro | Brazylia  | Campeonato Brasileiro Série A | 0     | 0      | -            | -     | -      | -                                   | -     | -      |
| 2005    | Clube Atlético Mineiro | Brazylia  | Campeonato Brasileiro Série A | 0     | 0      | -            | -     | -      | -                                   | -     | -      |
| 2006    | Clube Atlético Mineiro | Brazylia  | Campeonato Brasileiro Série A | 24    | 0      | -            | -     | -      | -                                   | -     | -      |
| 2007    | Clube Atlético Mineiro | Brazylia  | Campeonato Brasileiro Série A | 13    | 0      | -            | -     | -      | -                                   | -     | -      |
| 2007/08 | UD Almería             | Hiszpania | Primera División              | 22    | 0      | Puchar Króla | 2     | 0      | -                                   | -     | -      |
| 2008/09 | UD Almería             | Hiszpania | Primera División              | 31    | 0      | -            | -     | -      | -                                   | -     | -      |
| 2009/10 | UD Almería             | Hiszpania | Primera División              | 37    | 0      | -            | -     | -      | -                                   | -     | -      |
| 2010/11 | UD Almería             | Hiszpania | Primera División              | 33    | 0      | -            | -     | -      | -                                   | -     | -      |
| 2011/12 | Valencia CF            | Hiszpania | Primera División              | 12    | 0      | Puchar Króla | 6     | 0      | Liga Mistrzów UEFA Liga Europy UEFA | 6 6   | 0 0    |
| 2012/13 | Valencia CF            | Hiszpania | Primera División              | 24    | 0      | Puchar Króla | 1     | 0      | Liga Mistrzów UEFA                  | 2     | 0      |
| 2013/14 | Valencia CF            | Hiszpania | Primera División              | 27    | 0      | Puchar Króla | 1     | 0      | Liga Europy UEFA                    | 7     | 0      |
| 2014/15 | Valencia CF            | Hiszpania | Primera División              | 37    | 0      | -            | -     | -      | -                                   | -     | -      |
| 2015/16 | Valencia CF            | Hiszpania | Primera División              | 13    | 0      | -            | -     | -      | -                                   | -     | -      |
| 2016/17 | Valencia CF            | Hiszpania | Primera División              | 33    | 0      | -            | -     | -      | -                                   | -     | -      |

Stan na: 1 maja 2017 r.

## Sukcesy

### CR Flamengo
- Mistrzostwo Brazylii: 2019, 2020
- Copa Libertadores: 2018/19, 2021/2022
- Puchar Brazylii: 2022
- Superpuchar Brazylii: 2020, 2021
- Recopa Sudamericana: 2019/2020[1]